# 白川未奈
白川 未奈（しらかわ みな、1987年12月26日 - ）は、日本の女性プロレスラー、グラビアアイドル。東京都出身。AEW所属。血液型B型。芸能事務所合同会社PRESENCEを経てG.P.Rに所属していた。

## 来歴

### グラビアアイドル
青山学院大学文学部英米文学科を卒業後、ウェディングデザイナーとして従事したが、歌手のビヨンセに憧れて退職。
2013年、光文社ミスFLASHでセミファイナリストとなる。
2014年、ワールドカップブラジル大会の際、同大会応援アイドルユニットとして結成された「おっPサンバ」のアマゾネス白川としてセクシーとトークを担当。
2015年5月1日、在京スポーツ新聞6社を応援するユニット「スクープ!?」にて東京中日スポーツを担当する。
10月10日、趣味が高じてインフォニア運営の情報サイト「プロレスTIME」公認『プ女子普及委員会』委員長となる。
2016年6月、『ビジュアルウェブS』2016準グランプリを獲得。
2017年12月に共演した山本圭壱（極楽とんぼ）に一目惚れし、「芸人のラストチャンスにカケル！40代最後の日！極楽山本の彼女決定2HSP」へ応募、2018年2月15日・22日に出演したが山本に告白されたのは別の女性だった。
2019年8月31日付けで所属事務所だったG.P.Rを退所する。

### プロレスラー
2018年4月24日、ベストボディ・ジャパンプロレスの設立記者会見にてプロレスラーデビューを発表。

#### 2018年
- 8月5日、東京・品川プリンスホテル ステラボール「ベストボディ・ジャパンプロレス旗揚げ戦」での才木玲佳＆村松星美戦にてプロデビュー（パートナーは中島翔子）[13][2][14][15]。デビュー戦らしからぬ動きを見せるも8分48秒、才木のジャックハマーで敗戦。

- 9月16日、2戦目にして初の海外遠征となるワールド・トレード・センター・メキシコシティでのDALYS & AMAPORA & LILITH DARK& KALI 戦（パートナーはMERCELA & SANELY & ZUZU DIVINE）で初勝利する[16]。

- 10月8日、東京女子プロレス北沢タウンホール大会に来場し11月からの参戦を発表[17]。

- 10月18日、ベストボディジャパン第2戦新木場大会で初のシングルマッチを経験（対戦相手はチェリー）[18]。9分27秒、サソリ固めでギブアップ負け。

- 11月4日、新木場大会に伊藤麻希・中島翔子vs才木玲佳・白川未奈で東京女子プロレス初参戦。10分14秒、中島のノーザンライトスープレックスホールドで敗戦。

- 11月24日、東京女子プロレス成増アクトホール大会で、才木玲佳・ラク・白川未奈vsハイパーミサヲ・上福ゆき・ミウ。12分42秒、才木がタワーブリッジで上福から勝利。国内試合初勝利を収める。

#### 2019年
- 4月29日、東京女子プロレス板橋グリーンホール大会で、白川未奈vsらくの自力未勝利対決。7分25秒、インプラントDDTからのエビ固めで自力初勝利。
- 9月1日、ベストボディ・ジャパンプロレス1周年記念大会で初代BBW女子王者決定戦（対戦相手は田村依里子）に勝利し初代BBW女子王者となる。

#### 2020年

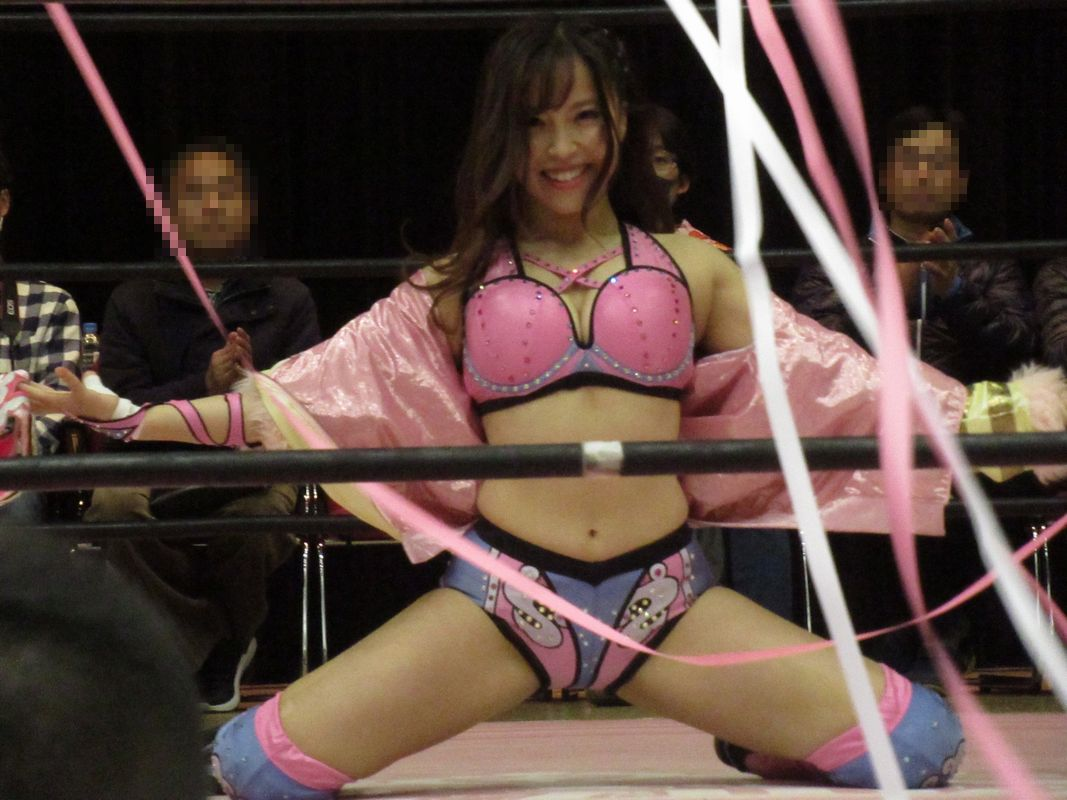
2020年

- 9月21日、品川ザ・グランドホール大会をで東京女子プロレスへレギュラー参戦を終了[19]。
- 10月3日、スターダム横浜武道館大会に当日発表のZ（ゼータ）として出場してレギュラー参戦を表明する。
- 10月4日、スターダム名古屋国際会議場大会で中野たむに敗れた後、中野から第10回GODDESSES OF STARDOMで一緒に組まないかの問いに了承を得た[20]。
- 10月7日、スターダムの第10回GODDESSES OF STARDOMの会見にて中野とのタッグ名が【DREAM☆H】に決定[21]。同時に公式サイトの選手紹介にてSTARS所属となる[22]。
- 2020年12月16日、後楽園ホール大会でビー・プレストリー＆刀羅ナツコ＆鹿島沙希組を破りアーティスト・オブ・スターダム王座戴冠（パートナーは中野たむ、ウナギ・サヤカ）[23]。
- 12月20日、大阪府立体育会館大会で、岩谷麻優、スターライト･キッド、ゴキゲンです☆組と、エリミネーションマッチで対戦した（パートナーは中野たむ、ウナギ･サヤカ、チーム名は「コズミック・エンジェルズ」）。ウナギ、中野が敗れ、1対3の絶対的不利な状況のなか奮起した白川は3人を撃破、アーティスト･オブ･スターダムのベルト防衛に成功した。これを機に、中野、ウナギとともに所属ユニットSTARSから独立し、3人で「COSMIC ANGELS（コズミック・エンジェルズ）」を正式に立ち上げた。

#### 2021年
- 5月16日、舞華、ひめか、なつぽい組とのアーティスト王座戦を行い引き分けで防衛。連続王座防衛記録を更新し、最終的に7回まで伸ばした。
- 7月4日、横浜武道館で、空位のため開催されていたフューチャー・オブ・スターダム王座決定トーナメント決勝戦でウナギ・サヤカを破り、第5代王者となる[24]。
- 7月17日、ベルサール高田馬場でウナギ・サヤカのリマッチを受けて敗戦する。
- 10月3日、アーティスト王座戦で舞華、ひめか、なつぽい組に敗戦する。

#### 2022年

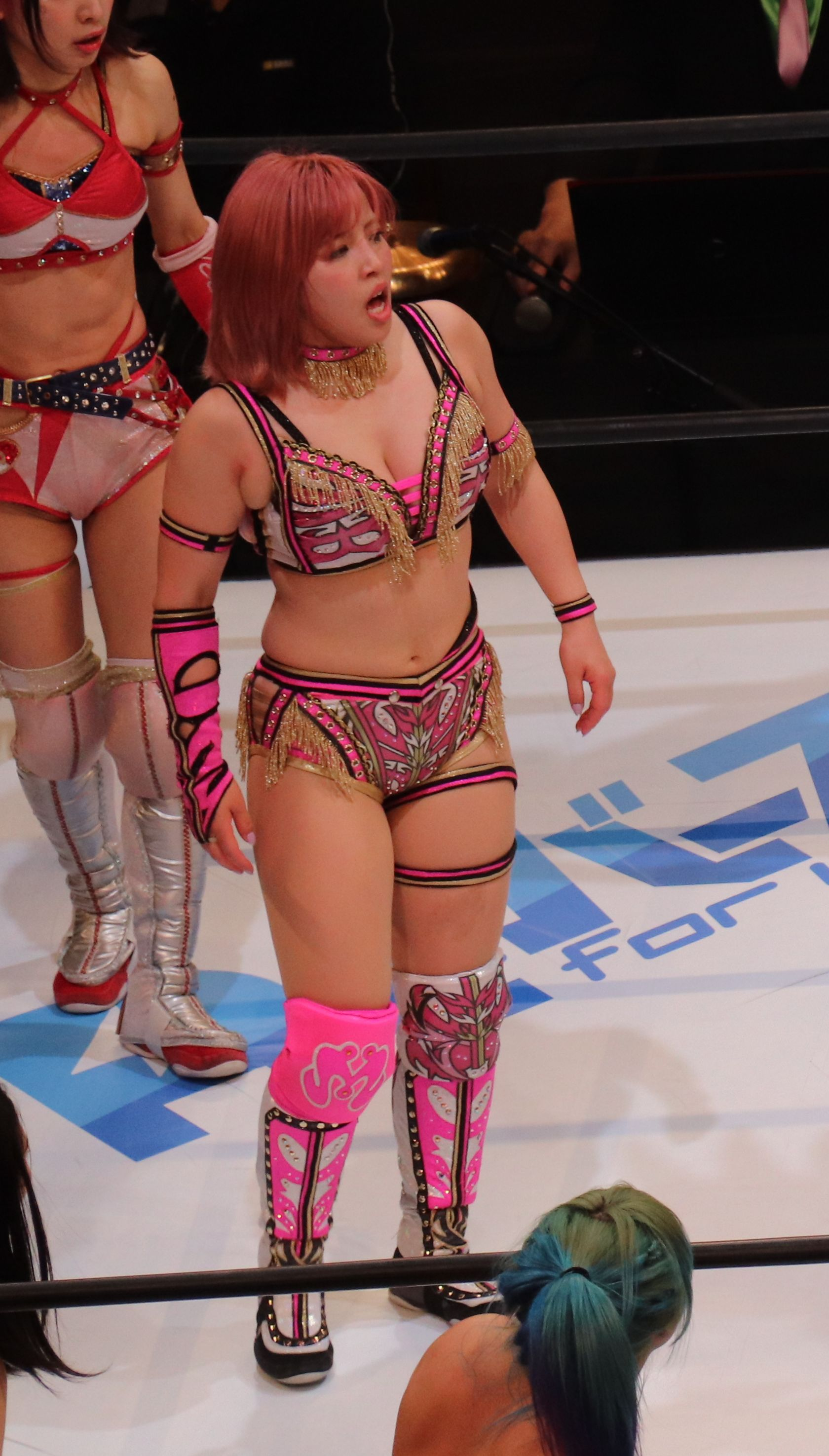
2022年

- 4月15日、『後楽園ホール60周年還暦祭』にウナギ・サヤカとのタッグの「ピンクカブキ」として出場[25]。門倉凛＆梅崎遥組と引き分ける。
- 11月3日、上谷沙弥が持つワンダー・オブ・スターダム王座に挑戦。上谷のフェニックス・スプラッシュをあごに喰らい口中から出血し、敗北[注 1]。下前歯のほとんどを損傷し[26]、試合後に顎部打撲及び口腔部負傷で欠場が発表された[27]。SAKIとのタッグにてGODDESSES OF STARDOMに参加中だったが、シリーズ全休となった。
- 12月29日、両国国技館大会にて復帰。入場の際し、ザイヤ・ブルックサイド、マライア・メイを伴い登場した。ウナギとのタッグ「ピンクカブキ」でテクラ&桜井まい組に勝利する。試合後のマイク中、突如としてウナギを急襲し「ピンクカブキ」は解散。直後、ザイヤ、マライアと共に「Club Venus（クラブ・ヴィーナス）」の結成を宣言[28]。TRIANGLE DERBYⅠにエントリーした。

#### 2023年
- 1月3日、TRIANGLE DERBYⅠ開幕戦にて櫻井裕子&網倉理奈&月山和香組と戦い、Club Venusとして初陣を勝利で飾る[29]。
- 4月15日、DDMとの8人タッグ戦直後に「勝負をかけたい」として、コズエンからの独立を発表､自身をリーダーとする新ユニットCLUB VENUS（クラブ・ヴィーナス）を立ち上げる。[30]。

- 4月23日、横浜アリーナ「ALLSTAR GRAND QUEENDOM 2023」にて、上谷沙弥が持つワンダー・オブ・スターダム王座に勝利し第17代王者となる[31][32]。
- 5月4日、福岡国際センター「福岡女神伝説2023～すいとーよスターダム」にて、なつぽいとのワンダー・オブ・スターダム王座初防衛戦。20分27秒、フィギュアフォードライバーMINA→片エビ固めで勝利。
- 5月27日、大田区総合体育館大会でワールド・オブ・スターダム王座と自身の持つワンダー王座の二冠をかけ、中野たむと対戦するも敗戦、ワンダー王座から陥落。
- 6月25日、国立代々木競技場第2体育館大会で、マライアとのタッグ「ROSE GOLD」としてMIRAI＆壮麗亜美の持つゴッデス・オブ・スターダム王座戦に勝利。新王者組となる[33]。
- 7月2日、横浜武道館大会にて、壮麗亜美＆朱里と対戦。14分45秒、グラマラスコレクションMINAで朱里から勝利し初防衛に成功する。
- 8月13日、エディオンアリーナ大阪第一競技場にて安納サオリ＆なつぽいと防衛戦。13分24秒、なつぽいのフェアリー・ストレインを受けたマライアがフォール負け、タイトル防衛に失敗する。

#### 2024年
- 1月20日、『STARDOM AWARD 2023 in Takadanobaba Day.1』ベルサール高田馬場大会の月山和香の復帰戦にて、舞華＆HANAKOと対戦。舞華は試合後、1人でClub Venusを守ってきた白川と“新しいこと”をやるために共闘を申し込む[34]。
- 1月27日、『NEW YEAR STARS 2024 in SENDAI』宮城県・仙台PIT大会にて白川未奈、舞華、HANAKO、月山和香、ジーナによる新ユニット「E neXus V（イーネクサス ヴィー）」を結成する。

- 2月23日、新日本プロレス『THE NEW BEGINNING in SAPPORO』北海道立総合体育センターにて、岩谷麻優の持つIWGP女子王座に初挑戦する。

- 3月21日、ROHでアメリカマットデビュー。アナ・ジェイに勝利する。

- 4月4日、『Stardom American Dream 2024 In The Keystone State』米国フィラデルフィア大会にて白川＆ザイヤ・ブルックサイド＆マライア・メイの初期メンバー「Club Venus」が再集結した。試合後、AEW女子世界王座チャンピオンの"タイムレス"トニー・ストームが登場し、白川に「Forbidden Door（禁断の扉）は常に開いている」と宣言する。

- 4月11日、AEW『Dynamite』にてアナ・ジェイに襲撃されたClub Venus時代のタッグパートナー、マライア・メイを救出するとシャンパン&キスで観客を驚かせる。4月25日、アナ・ジェイを破り、スターダム所属選手初となるAEW公式試合デビューを果たす。

- 6月2日、"タイムレス"トニー・ストームの持つAEW女子世界選手権への挑戦が決定[35]。同時に、盟友マライア・メイをめぐる争いが勃発[36]。
- 6月30日、『AEW x NJPW: FORBIDDEN DOOR』（ロングアイランドUBSアリーナ）にて、"タイムレス"トニー・ストームが保持するAEW女子世界王座に挑戦。ストームゼロで3カウントを奪われ敗北。試合後、花束贈呈を務めたマライア・メイは3人のキスをうながし、マライアを巡る争いは3人仲良く引き上げた[37]。
- STARDOM 5★STAR GPを欠場し、海外遠征することを明かした。
- 8月24日、英国プロレス団体RPWに参戦。元ＷＷＥのダニ・ルナを破り、第9代統一英国女子王者（The Undisputed British Women's Champion）となる[38][39]。
- 11月24日、AEWのPPV『Full Gear』（ニュージャージー州）にてAEW世界女子王者、マライア・メイと「シャンパン・チャンピオンシップ・セレブレーション」を開催。乾杯後にダンスをしていたところ、シャンパンボトルを持ったマライアに裏切られ背後から襲撃される。キックでシャンパンを破壊した白川は、マライアをスピアーでステージ下のテーブルに叩きつけるという壮絶な仲間割れとなった。
- 12月11日、AEW特別番組『Winter Is Coming』（ミズーリ州カンザスシティ）のメインイベントにて、マライア・メイが保持するAEW女子世界王座に挑戦。マライアのストームゼロに敗れる。

#### 2025年
- 2025年1月5日、新日本プロレス東京ドーム大会『Wrestle Dynasty』で、STRONG女子王座のメルセデス・モネとダブルタイトルマッチに臨み、モネのモネメーカー（変形DDT）を前に敗れ、RPW統一英国女子王座を失う[40]。
- 3月26日、都内で会見を開き、3月31日付でスターダムを退団、米国に拠点を移しAEWに入団することを正式発表。[41]
- 4月6日、愛知県安城大会で、舞華、月山和香、HANAKO、梨杏と「E neXus V 4人掛けマッチ」を敢行。試合終了後も20人以上の対戦希望者が続出。最後にかつて「COSMIC ANGELS」の仲間だった中野たむを呼び出し、3分1本勝負で対戦するも時間切れ。「スターダムで4年半、皆さまに白川未奈を育てていただきました。本当にありがとうございます。E neXus V イズヒアー、サンキュー！」と日本に別れを告げた。[42]
- 5月14日、『Dynamite:Beach Break』でAEW入団デビュー。トニー・ストーム、スカイ・ブルー、AZMとの4WAYエリミネーターマッチを制し、AEW女子世界王座への挑戦権を獲得。
- 5月25日、AEWのPPV『Double or Nothing 2025』でAEW女子世界王者「タイムレス」トニー・ストームに挑戦。グラマラスドライバーMINAや足4の字固めで追い詰めるもトニーが王座を防衛。試合後、両者はキスを交わし、トニーは「真剣な関係じゃない。ただ楽しんでるだけ。気軽な恋人同士。」と交際について語った。
- 7月11日、ROH「Supercard of Honor 2025」でROH女子暫定世界TV王座4WAY戦が行われ、山下実優、坂崎ユカ、ペルセフォネ（CMLL）を破り、初の米国でのタイトル獲得[43]。

## 得意技

### フィニッシュ・ホールド
グラマラス・ドライバーMINA
変形みちのくドライバーβ。リバース・ブレーンバスターの形で相手を担ぎ上げ、シットダウンしながら相手を後頭部からマットに叩きつける変形ドライバー。現在のフィニッシャー。
フィギュア・フォー・ドライバーMINA
グラマラス・ドライバーMINAの体勢から、空中で相手の両足を4の字で固め、その場で旋回しながらシットダウンする、変形グラマラス・ドライバーMINA。4月23日、横浜アリーナ「ALLSTAR GRAND QUEENDOM 2023」で初使用。
グラマラスコレクションMINA
右腕で相手の左腕、身体で相手の両肩を固定し、左手で相手の左足をかかえて固める、一種の丸め込みホールド。自身考案による技。2021年8月8日の3way戦で披露し、妃南から3カウントを奪った。時おり左腕で“グラビアポーズ”をとることがある。
足4の字固め
2022年からフィニッシャーとして使用。

### その他
GSS（グラマラス・ストロング・スタイル）
変形アルゼンチン・バックブリーカーから相手の両腿を掴み、倒れこみながら自分の横に相手を顔面から落とす変形フェイスバスター。
初代BBW女子王者決定戦で初披露した。デビュー前に考案済みだったが隠していたという。
グラマラス・ソード
延髄斬り。
インプラントDDT
ロメロスペシャル
うつ伏せ状態の相手に向かって「チャンス〜！」と言ってから仕掛ける。
大ファンである獣神サンダー・ライガーへの憧れから使用。
フライング・ボディシザース・ドロップ
ダイビングボディシザースドロップ
フライングクロスチョップ
メキシコで巡り会ったミル・マスカラスへのリスペクトを込めて使用。
ランニングネックブリーカードロップ
コルバタ
メキシコで習得。
逆逆エビ固め
大畠美咲からから受け継いだ。
カンガルークラッチ
河津落とし

## タイトル歴
スターダム
- 第5代フューチャー・オブ・スターダム王座
- 第17代ワンダー・オブ・スターダム王座
- 第28代ゴッデス・オブ・スターダム王座
  - w / マライア・メイ
- 第25、32代アーティスト・オブ・スターダム王座
  - w / 中野たむ&ウナギ・サヤカ
  - w / 舞華&ジーナ

RPW
- 第9代RPW統一ブリティッシュ女子王座

BBW
- 初代BBW女子王座

スターダムアワード
- 特別賞（2024年）

## 入場曲
2 B GSS - キルビルPainB.B.

## 人物
- 趣味はプロレス観戦とジョギング[5]。「プロレスに生かされている」と語り、ファンになるきっかけとなった獣神サンダー・ライガーを特に応援している[47]。ライガーが所属した新日本から、WWE、大日本プロレスまで幅広く観戦する[48]。
- 特技は豆の早つかみとキックボクシング。
- 陽気な性格で周囲を元気に明るくするムードメーカー。大学時代からヒップホップダンスサークルに参加し、おっPサンバの振付も担当した。
- 父親は大手IT企業の経営者で幼少期から社長令嬢として育てられた。小学生でブルガリの時計、運転免許取得時にはベンツを贈られ、家族旅行で海外に行くときには、常にファーストクラスだった[49]。
- グラビアアイドルの亜里沙は、青山学院大学文学部英米文学科の一年後輩にあたる。
- グラドル時代からの友人あべみほがリング上でライガーと絡み、ジェラシーと怒りを綴った[50]。
- 女優・声優の宮森セーラとは舞台で共演して以来の友人。ともにプロレス好きでありWWE日本公演を一緒に観戦するなど親交がある。
- プロレスを始める際、すでにプロレスラーだった友人のひめかに相談して決意したという。ひめかがプロレスを始める際は白川が相談に乗った。ひめかのプロレス引退後も交流が続いている[51]。
- 目標とする愛川ゆず季に近づくべくスターダムへ参戦した[52]。

## 出演

### TV
- 金曜カーソル（WOWOW、2013年11月 - 2014年7月）
- 新日本プロレス大作戦（FIGHTING TV サムライ、2014年9月）
- プロ格向上委員会（仮）（FIGHTING TV サムライ、2014年9月）
- 5時に夢中 「追跡ベスト8」（MXTV、2014年） - おっPサンバとして
- ランク王国（TBS、2015年4月）
- I LOVE マッチョMEN（エンタメ〜テレ、前編2016年3月16日初回放送、後編23日初回放送）[53] - 女性審査員
- 新日本プロレス大作戦DX #71「正体を隠せ!大作戦」前編（FIGHTING TV サムライ、2016年）[54]
- 仲本工事の上手くなるカラオケ（USEN C-59チャンネル、2016年7月23日初回配信）
- 新日本プロレス大作戦DX 「ギラギラの黒!大作戦」前編・後編（FIGHTING TV サムライ、2016年8月3日,8月10日）
- 360°まる見え!VRアイドル水泳大会（フジテレビ、2017年4月25日）[55]
- ゴッドタン（テレビ東京、2017年6月17日,2018年2月24日[56],2019年6月16日）
- モデルプレスナイト（Kawaiian for ひかりTV 4K、2018年2月2日）
- 上田ちゃんネル（テレ朝チャンネル、2019年6月20日,7月4日,19日）
- 家、ついて行ってイイですか?（2020年12月9日、テレビ東京）[57]
- しゃべくり007（日本テレビ、2025年4月7日）

### インターネット配信
- めちゃ×2ユルんでるッ! 第17回「24時間ゼロテレビ2014『めちゃ×2なが〜〜〜くユルんでるッ! 〜ひとつ大人になった44番ロビンマスクは地球を救う!?〜』」（2014年8月30日 - 31日、ゼロテレビ） - おっPサンバとして
- スマトーク（マイスマTV、アサ芸チャンネル、2015年2月5日） - 共演は一色亜莉沙、渋沢一葉
- ニンジャスレイヤー フロムアニメイシヨン（2015年4月 - 10月、ニコニコ動画ほか）実写パート「ザ・TVショウ」レギュラー出演
- ダイエット王子吉野達彦の読むだけで痩せるコラム（2016年2月10日 - 、インフォニア「プロレスTIME」） - モデル[58]
- AbemaTVお願いランキング（2016年6月15日、AbemaTV） - 共演はNEOアリカーベル（一色亜莉沙）、渋沢一葉、益子寺かおり（ベッド・イン）
- 真夏の濡れ濡れビンカン学校（2017年7月22日、24日、AbemaTV） - 妄マンガール
- モヤモヤさまぁ～ず２（配信オリジナル）しこしこさまぁ～ず３（2017年10月29日、テレビ東京YouTube ch）
- どぶろっくの金曜The NIGHT（2019年3月16日[59]、AbemaTV）
- 白川未奈のグラマラスナイトニッポン!（2022年2月6日 - 8月6日、ラジオクロニクル）[60]

### 舞台
- Air studioプロデュース公演『GO,JET!GO!GO! PARADISE（2013年6月27日 - 7月3日、東京・アクアスタジオ） - あかね役
- Air studioプロデュース公演『GO,JET!GO!GO!vol.2 + PARADISE LIVE!』（2013年8月9日 - 8月14日、東京・アクアスタジオ）
- Air studioプロデュース公演『GO,JET!GO!GO!Vol.5〜涙のドライマティーニ ガールズにライバル出現！？〜』（2013年10月1日 - 10月7日、東京・アクアスタジオ） - ヘレン役
- Air studioプロデュース公演 『GO,JET!GO!GO!Vol.6 〜追憶のブルージーン・クリスマス〜 』（2013年12月17日 - 12月23日、東京・アクアスタジオ）
- A☆ct Stage Vol.6「桃太郎外伝～竜宮城大決戦～」（2014年3月11日 - 16日、東京・ブディストホール）
- Air studioプロデュース公演『GO,JET!GO!GO!特別編』（2014年4月3日 - 4月6日、東京・アクアスタジオ） - 夏代役
- Air studioプロデュース公演『GO,JET!GO!GO! Vol.8〜想い出のFacebook Lovers〜 』2014年10月30日 - 11月9日、東京・アクアスタジオ） - 夏代役
- Air studioプロデュース公演『十二人の怒れる人々』（2015年1月21日 - 1月25日、東京・アクアスタジオ） - 陪審員7号役
- Air studioプロデュース公演 Act Drive『PERDEATHCA.TV』（2015年2月7日 - 2月11日、東京・アクアスタジオ）
- Air studioプロデュース公演 『シェアハウスII -O・MO・TE・NA・SHI- 』（2015年2月21日、東京・アクアスタジオ） - ゲスト
- Air studioプロデュース公演『GO,JET!GO!GO!ZERO』（2015年5月、東京・アクアスタジオ） - 早紀役
- Air studioプロデュース公演『GO,JET!GO!GO!Vol.5 〜涙のドライマティーニ ガールズにライバル出現!?〜』（2015年8月14日 - 8月23日、東京・アクアスタジオ） - マリア役
- Air studioプロデュース公演『GO,JET!GO!GO!10周年企画 第三弾 GO,JET!10YEARS A GO!GO!（2015年10月17日 - 10月25日、東京・アクアスタジオ）

### イベント
- 『アイドルvs芸人 ガチンコバトル!!』 2013年11月
- フジテレビ 新大陸「未来ロケットフェス」（おっPサンバ）2014年8月20日
- 浅草サンバカーバル（おっPサンバ）2014年8月23日
- 野性爆弾イベント「歯黄バミ真子ちゃんのテク歩（ポ）テク歩（ポ）」（おっPサンバ）2014年12月09
- 大プロレス祭り2015 プ女子的“イッテンヨン”大予想会（2015年1月3日、ディファ有明）出演: 元井美貴、二階堂綾乃、白川未奈、田口華、MC: 清野茂樹[61]
- GO,JET!GO!GO!10周年イベント（2015年10月21日、東京・アクアスタジオ）
- ドクトル・ルチャのビバ・ラ・ルチャ30回記念「ミステリオ～619ナイト～」（2016年10月27日、東京・新宿ロフトプラスワン）- アシスタント
- ストロングトークLIVE（2016年10月28日、渋谷ロフトプラス9）- 進行アシスタント

### 書籍
- 女の答えはリングにある 女子プロレスラー10人に話を聞きに行って考えた「強さ」のこと（2022年4月14日、イースト・プレス、著者：尾崎ムギ子、ISBN 978-4-7816-2070-1）- 白川へのインタビューを収録。

### 雑誌
- 『EX MAX! Special』（2016年2月11日、ぶんか社）

### MV
- Candy Foxx「LAKILAKI WASABI」（2021年8月8日）[62]

## 作品

### イメージビデオ
- Mid Summer（2013年10月24日、イーネット・フロンティア）
- 白川未奈 Full★Body（2016年4月29日、スパイスビジュアル）
- どっちにするの❤（2017年6月22日、ギルド）
- Aircon House（2019年4月25日、エアーコントロール）[63]

### VR
- 緒方咲／小柳歩／白川未奈「グラドル彼女とラブラブハーレム同棲生活！」 朝ベッド エッチなヨガポーズ編（2018年8月24日、竹書房）[64]
- 緒方咲／小柳歩／白川未奈「グラドル彼女とラブラブハーレム同棲生活！」 朝ベッド ヌルヌルマッサージ編（2018年8月24日、竹書房）[65]
- 緒方咲／小柳歩／白川未奈「グラドル彼女とラブラブハーレム同棲生活！」 コスプレ エロいサイコロ編（2018年8月24日、竹書房）
- 緒方咲／小柳歩／白川未奈「グラドル彼女とラブラブハーレム同棲生活！」 コスプレ ツイスターゲーム編（2018年8月24日、竹書房）
- 緒方咲／小柳歩／白川未奈「グラドル彼女とラブラブハーレム同棲生活！」 夜の飲み会 ポッキーゲーム編（2018年8月24日、竹書房）

### オリジナルビデオドラマ
- DVD 月刊ムー35周年作品「怖すぎる話」おちてくる（監督：仁同正明） 2015年2月リリース - 晶子役
- DVD『美少女対戦麻雀 着衣ZERO』（監督：せっけん） 2015年1月リリース - 金さん役

### CD
- おっPサンバ「Wカップ!」「ブラジルビキニ」（2014年6月4日）発売元: ジョリーロジャー、販売元: PCI MUSIC
- おっPサンバ「サンバクロース「お疲れサンバ」（2014年12月24日）発売元: ジョリーロジャー、販売元: PCI MUSIC

### 写真集
- 「一妄打尽」（2018年4月1日、妄想マンデー）撮影：今野杏南 - 発行番組出演者による写真集[66]
- 東京女子プロレスドキュメントフォトブック　BACK STAGE PASS Vol.1 坂崎ユカ 白川未奈 鈴芽（2020年3月30日、徳間書店、ISBN 978-4-19-865023-0）

## 連載
- アマゾネス白川こと白川未奈のプロレスコラム「バルコニーで待ってて」（双葉社「日刊大衆」）2015年6月25日 -
- 【プ女子普及委員会】（インフォニア「プロレスTIME」）2015年10月14日[67] - 2016年5月31日
- プ女子部長 白川未奈の観戦コラム（リアルクロス「プロレスTODAY」[68]）2016年7月21日 -